# Giorgi Kharaishvili
Giorgi Kharaishvili (tiếng Gruzia: გიორგი ხარაიშვილი; sinh ngày 29 tháng 7 năm 1996) là một cầu thủ bóng đá người Gruzia, hiện tại thi đấu cho IFK Göteborg.

## Sự nghiệp câu lạc bộ
Kharaishvili bắt đầu sự nghiệp ở FC Saburtalo Tbilisi. Anh là đội trưởng của câu lạc bộ và thường xuyên đá chính cho đội tuyển trẻ quốc gia Gruzia.

## Quốc tế
Anh có màn ra mắt cho Đội tuyển bóng đá quốc gia Gruzia vào ngày 23 tháng 1 năm 2017 trong trận giao hữu với Uzbekistan.

### Bàn thắng quốc tế
| # | Ngày                 | Địa điểm                         | Số trận | Đối thủ   | Bàn thắng | Kết quả | Giải đấu            |
| - | -------------------- | -------------------------------- | ------- | --------- | --------- | ------- | ------------------- |
| 1 | 15 tháng 10 năm 2019 | Sân vận động Victoria, Gibraltar | 5       | Gibraltar | 1–0       | 3–2     | Vòng loại Euro 2020 |